# بن گارفیلد
بن گارفیلد (به انگلیسی: Ben Garfield) بازیکن فوتبال زادهٔ ۴ آوریل ۱۸۷۲ اهل انگلستان بود که سابقهٔ بازی در تیم ملی فوتبال انگلستان را در کارنامهٔ خود دارد. وی در تاریخ ۵ مارس ۱۸۹۸ تنها بازی ملی خود را در مقابل تیم ملی فوتبال ایرلند انجام داد.